# 佩什泰拉冰川
62°42′40″S 60°18′00″W / 62.71111°S 60.30000°W

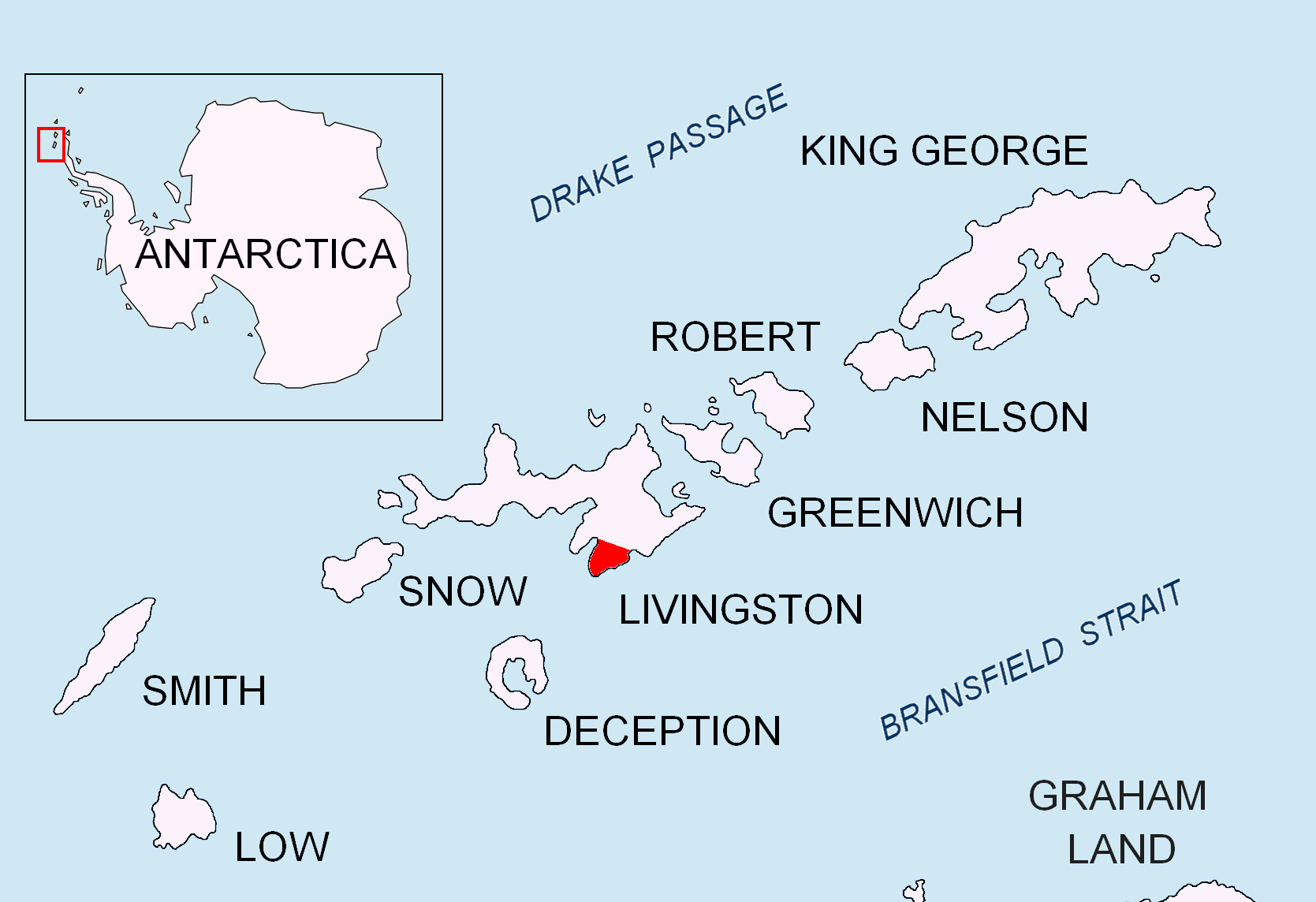

佩什泰拉冰川是南極洲的冰川，位於南設得蘭群島中利文斯頓島的羅任半島，西北面是麥凱峰，東面是特爾韋爾峰，該冰川以保加利亞的城鎮命名。

## 外部連結
- SCAR Composite Antarctic Gazetteer（页面存档备份，存于）.